# Gramática de la lengua castellana

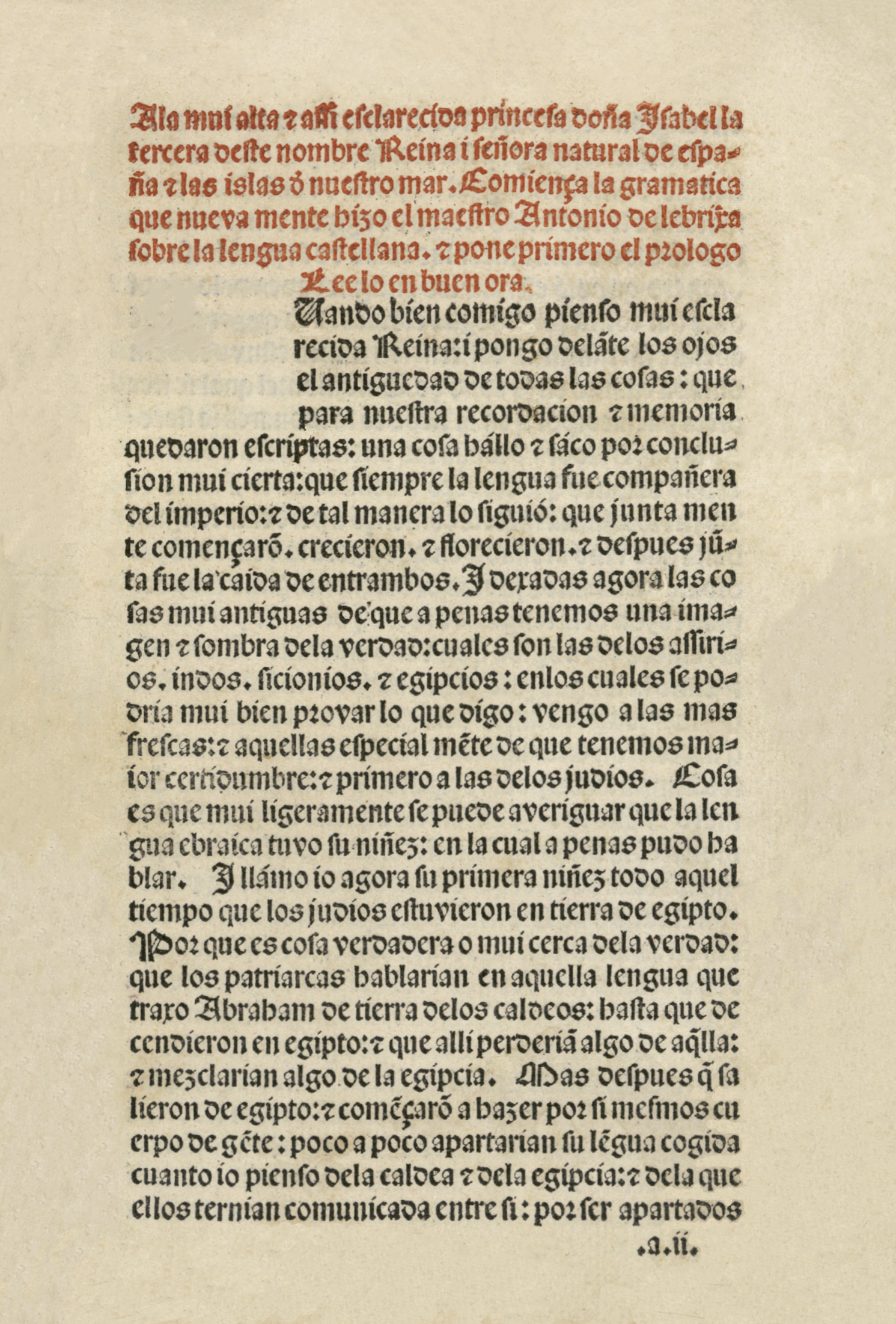
Beginn der Gramática de la lengua castellana, erste Seite: Widmung und Prolog

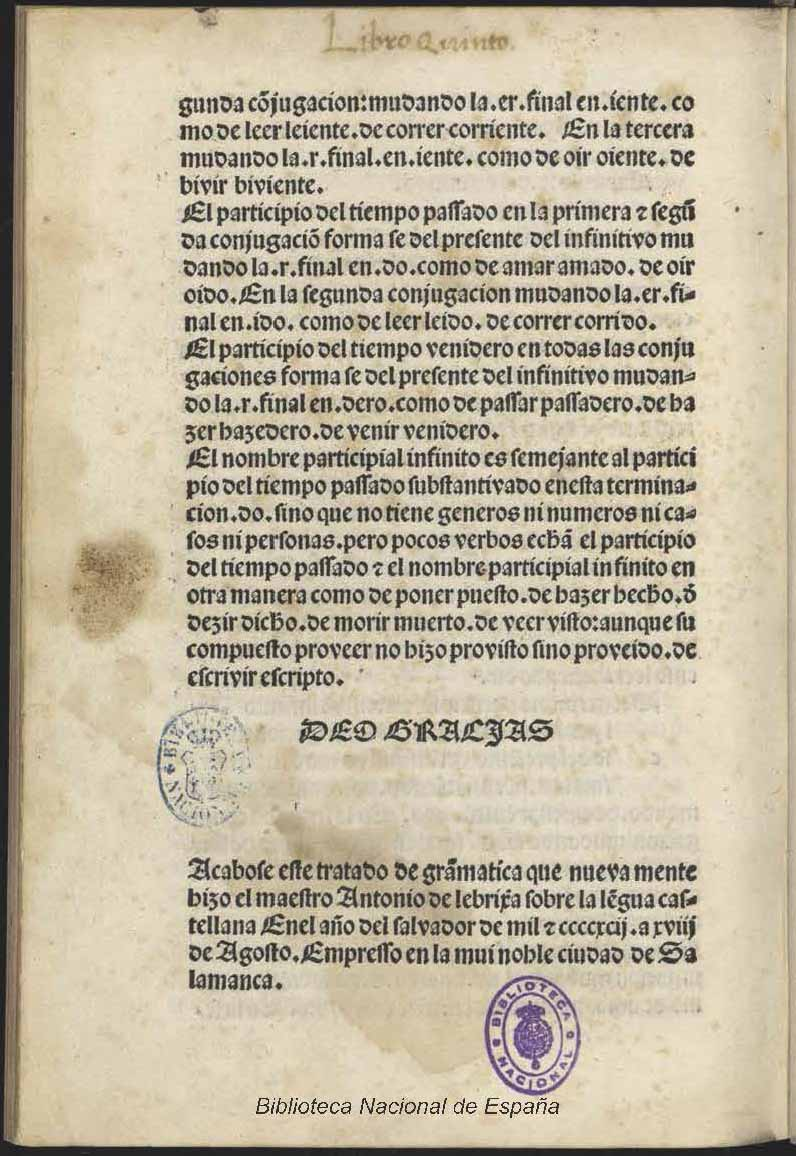
Gramática de la lengua castellana, letzte Seite mit Kolophon

Die Gramática de la lengua castellana („Grammatik der kastilischen Sprache“) wurde im Jahr 1492 in Salamanca (Königreich Kastilien und León) gedruckt. Das von Antonio de Nebrija in kastilischer Sprache verfasste Werk gilt als das erste Lehrbuch einer europäischen Volkssprache.

## Bezeichnung
Das gedruckte Werk enthält keinen Titel. Im Kolophon wird es „Abhandlung der Grammatik, die Maestro Antonio de Lebrixa neuerdings über die kastilische Sprache geschaffen hat“ genannt. In der Literatur wird es als Gramática castellana, Gramática de la lengua castellana, Gramática sobre la lengua castellana oder als Arte de la lengua castellana bezeichnet.

## Zielgruppe
Als Antonio de Nebrija Ende 1486 in Salamanca der Königin Isabella, die bereits seine lateinische Grammatik studiert hatte, ein Muster der Gramática de la lengua castellana vorlegte, fragte sie wozu ein Werk über die Volkssprache nutzen solle. Die Antwort, die ihr damaliger Beichtvater Hernando de Talavera darauf gegeben haben soll, war, dass die unterworfenen Völker die Sprache der Sieger zu lernen hätten. Bei der Fertigstellung des Drucks des Werks am 18. August 1492 waren die Einwohner des Königreiches Granada und die Ureinwohner von fünf der sieben Kanarischen Inseln „unterworfene Völker“, die nicht Kastilisch sprachen. Kolumbus hatte zu dieser Zeit Amerika noch nicht erreicht. In dem Vorwort nennt Nebrija als Zielgruppen des Werkes:
- Personen mit Kastilisch als Muttersprache, die eine vertiefte Kenntnis ihrer eigenen Sprache anstreben
- Personen mit Kastilisch als Muttersprache, denen Informationen über ihre eigene Sprache das Erlernen der lateinischen Sprache erleichtern
- Personen, die eine fremde Sprache sprechen und durch das Studium der Gramática de la lengua castellana die kastilische Sprache lernen wollen.[2]

## Inhalt
Das Werk beginnt im Vorwort mit einer Widmung an Königin Isabella. Es ist aufgeteilt in fünf Textabschnitte, die Bücher (libros) genannt werden. Die ersten vier Bücher befassen sich mit einzelnen Problemen der kastilischen Sprache, das erste mit der Rechtschreibung, das zweite mit der Prosodie, das dritte mit der Etymologie und das vierte mit der Syntax. Das fünfte Buch richtet sich in einem Vorwort ausdrücklich an Personen, die Kastilisch als Fremdsprache lernen wollen. Die methodische Ausrichtung unterscheidet sich von den ersten vier Büchern, aus denen verschiedene Themen in abgewandelter Form wiedergegeben werden. Die letzte Seite endet mit dem Kolophon, das in derselben Typografie wie der Text dargestellt ist.

## Beschreibung des Druckwerks
Das Werk besteht aus 68 Blättern mit 160 bedruckten Seiten im Quartformat. Die Lagen a bis h haben jeweils acht Seiten, die Lage i hat vier Seiten. Die Seiten sind nicht paginiert. Die erste Textseite ist rot und schwarz gedruckt. Die Textseiten haben 34 Zeilen. Im Satz wurden Lücken für Initialbuchstaben gelassen. Die Schrift ist eine in Spanien als Letra gótica (91g) bezeichnete Frakturschrift. Salamanca ist als Druckort, der 18. August 1492 als Erscheinungsdatum angegeben. Eine Angabe über die Druckerei fehlt. Es sind 21 Exemplare, davon einige unvollständig, der Auflage bekannt. Davon sind zwei im Besitz der Spanischen Nationalbibliothek.